# Stadtarchiv Twistringen
Das Stadtarchiv Twistringen ist das für die niedersächsische Stadt Twistringen zuständige Verwaltungsarchiv. Es wurde 1978 gegründet und befindet sich im Rathaus, Lindenstr. 14.
Gründer waren die Lehrer Friedrich Kratzsch von der Twistringer Realschule und Otto Bach, Lehrer an der Grundschule Heiligenloh. Letzterer leitete das Archiv von 1978 bis 2004, ersterer füllt das Amt als Bachs Nachfolger aus. Mit der Eingemeindung war 1974 das Schularchiv Heiligenloh an die Stadt Twistringen übergegangen. Auf diesem Fundament gründeten die beiden Lehrer das Stadtarchiv, das Otto Bach auch nach seiner Pensionierung 1986 weiter leitete.

## Bestände
Seine Bestände umfassen etwa 100 Regalmeter amtliche Akten und sonstiges Schriftgut, etwa 200 Karten und Pläne sowie etwa 65 Periodika, darunter die katholische Twistringer Wochenzeitung Nordstern (wöchentlich ab 1896–1922, 1924, dreimal wöchentlich 1927–1937) und die Kreiszeitung aus den 1950er bis 1980er Jahren. Hinzu kommen Tonträger und Filme, darunter mehr als 75 Tonkassetten mit Interviews zur lokalen Zeitgeschichte, ein Bildarchiv mit etwa 15.000 Fotografien, Dias und Digitalfotos sowie Poster und Plakate. Schließlich wurden die älteren Standesamtsregister erschlossen, darüber hinaus, in Form von Kopien, Abschriften und Fotografien, die Kirchenbücher partiell zugänglich gemacht; sie sind über Namensindices erschlossen.
Die Bibliothek des Hauses umfasst etwa 2.500 Titel, darunter etwa 150 Festschriften.
Mit den Veröffentlichungen des Stadtarchivs Twistringen verfügt das Haus über eine eigene Publikationsreihe.